# Friedrich Christian zu Schaumburg-Lippe
Friedrich Christian Prinz zu Schaumburg-Lippe (* 5. Juni 1906 in Bückeburg; † 20. September 1983 in Wasserburg am Inn) war ein deutscher Adeliger, hochrangiger NS-Funktionär und Publizist nationalsozialistischer Schriften.
Vor der Machtübernahme der Nationalsozialisten diente er der nationalsozialistischen Bewegung als einer ihrer ersten Reichsredner. Ab 1933 fungierte er als Adjutant von Joseph Goebbels und war dadurch einer seiner engsten Mitarbeiter im Reichsministerium für Volksaufklärung und Propaganda. Nach dem Ende des Zweiten Weltkriegs wurde er als Geschichtsrevisionist bekannt.

## Leben

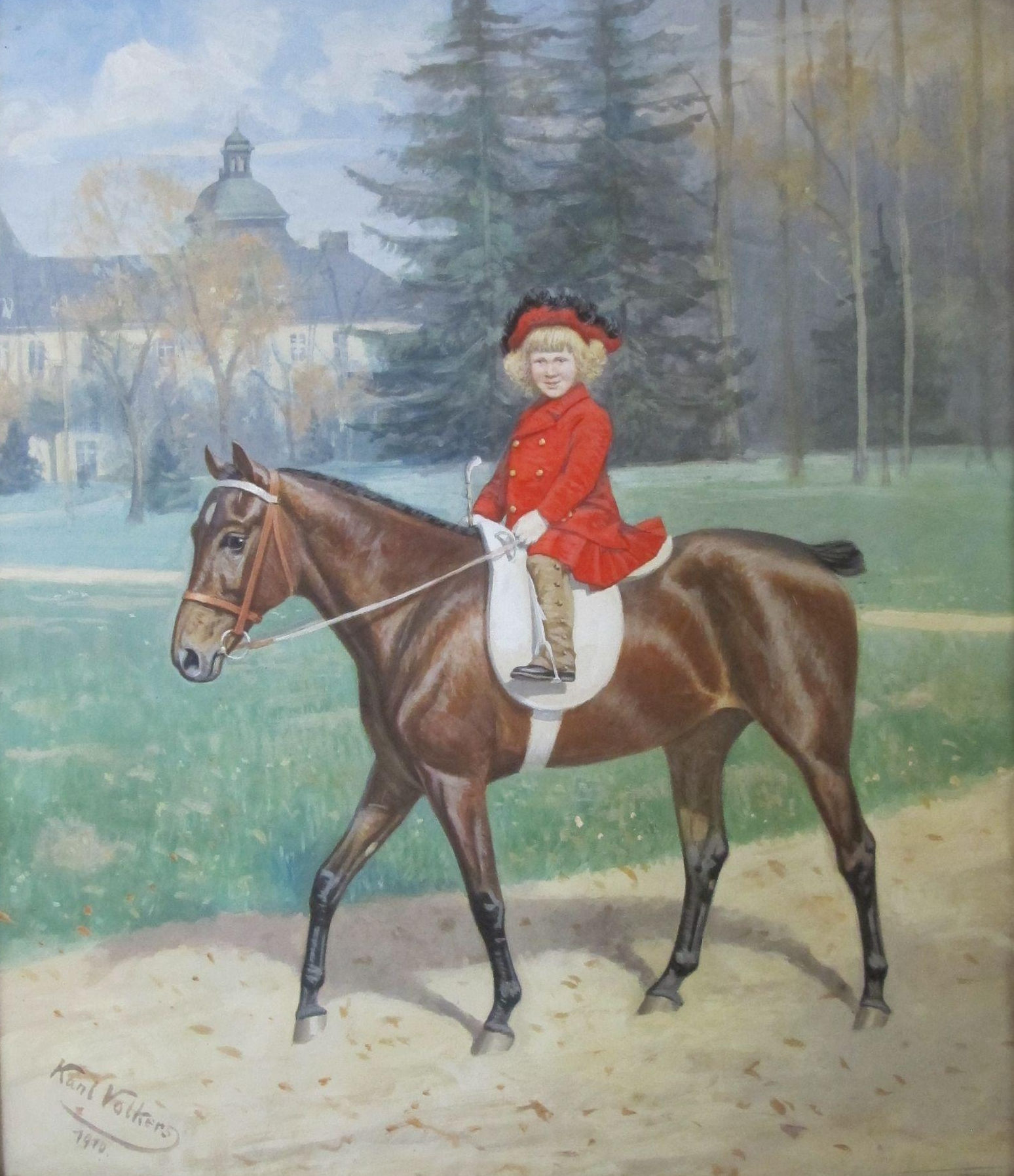
Karl Volkers: Prinz Friedrich Christian im Alter von 4 Jahren im Schlosspark Pfaffstätt, 1910

Friedrich Christian Wilhelm Alexander Prinz zu Schaumburg-Lippe war der vierte und jüngste Sohn des Fürsten Georg zu Schaumburg-Lippe (1846–1911) und der Marie Anna von Sachsen-Altenburg (1864–1918). Er wurde nach dem Grafen Friedrich Christian benannt.
Früh verwaist, wuchs er unter der Vormundschaft seines ältesten Bruders Adolf, des letzten regierenden Fürsten, zusammen mit seiner Schwester im Palais am Harrl auf. Er studierte Jura in Bonn, wo das Palais Schaumburg zum Familienbesitz zählte. Sein Studium setzte er in Köln fort. Objektiv wohlhabend, mag er den Macht- und Vermögensverfall seiner Familie doch einschneidend empfunden haben.
Eben vermählt und keiner Beschäftigung nachgehend, sondern von seinem Bruder finanziert, suchte er 1928 die Nähe Hitlers, welcher ihm aber zunächst von einem Beitritt in die NSDAP abriet. Schließlich wurde Friedrich Christian im September 1929 in die Partei aufgenommen und war damit neben seinem Vetter zweiten Grades Josias zu Waldeck und Pyrmont und dem erst später eingetretenen, aber populäreren August Wilhelm von Preußen (1887–1949) einer der ersten Parteigenossen aus dem Kreise des deutschen Hochadels.
Friedrich Christian Prinz zu Schaumburg-Lippe war zunächst Mitarbeiter Robert Leys, des Gauleiters für Köln-Koblenz. Er gründete zusammen mit Ley die SA-Tagespresse; dann 1930 eine GmbH zur Herausgabe nationalsozialistischer Tageszeitungen. Von 1931 bis 1933 war er Außenorganisator der Firma Dietrich u. Co. in Köln, einem Rotationsdruckverlag. Des Weiteren diente Prinz zu Schaumburg-Lippe seiner Partei als einer der ersten Reichsredner und wurde auch in der SA aktiv.

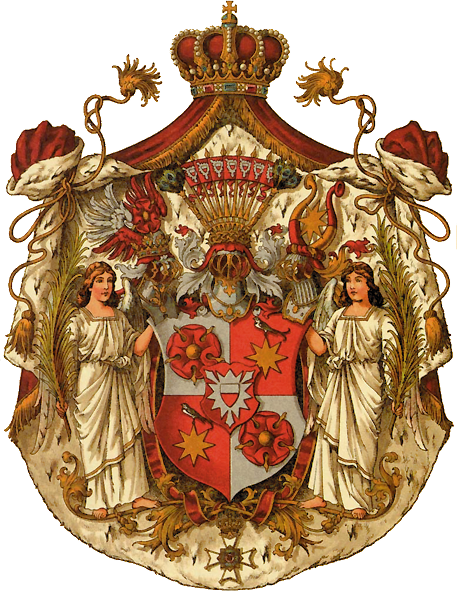
Wappen des Hauses Schaumburg-Lippe

Unmittelbar nach der Gründung des Propagandaministeriums am 1. April 1933 wurde er Goebbels’ Adjutant und hatte somit ständigen Zugang zu einem der mächtigsten Politiker des Deutschen Reiches. So ließ dieser am 9. Mai 1933 durch Prinz zu Schaumburg-Lippe seine Bereitschaft erklären, am 10. Mai in Berlin die „Feuerrede“ zur Bücherverbrennung zu halten. Am 1. November 1934 wurde er Referent in der Auslandsabteilung des Ministeriums. Des Weiteren griff er in seinen Publikationen den deutschen Adel an, welcher den Nationalsozialismus zunächst zu wenig unterstützt habe und stattdessen in „Reaktion“ und „Monarchismus“ verfallen sei.
Im Sommer 1934 nahm Prinz zu Schaumburg-Lippe mit einem vierseitigen Lebenslauf an einem fingierten Preisausschreiben zur Prämierung der besten persönlichen Lebensgeschichte eines Anhängers der Hitler-Bewegung teil, welches der US-Wissenschaftler Theodore Abel ins Leben gerufen hatte, um Erkenntnisse über „Alte Kämpfer“ zu sammeln. In seinem Biogramm stellte Prinz zu Schaumburg-Lippe seinen Lebenslauf als nationalsozialistische Erfolgsgeschichte dar, wobei er etliche persönliche Niederlagen und Ärgernisse innerhalb der nationalsozialistischen Bewegung außen vor ließ.
Goebbels notierte am 13. Februar 1937 in seinem Tagebuch über seinen engen Mitarbeiter: „Diese Prinzen sind gewohnt, nichts zu tun und zu paradieren.“
Während der Herrschaft der Nazis machte Prinz zu Schaumburg-Lippe schnell Karriere. Er wurde Ministerialrat im Propagandaministerium und war auch Stellenleiter bei der Reichsleitung der NSDAP sowie der Hauptstellenleiter im Stabe des Gauleiters der Auslandsorganisation der NSDAP. „Für seine langen Verdienste um die Partei“ erhielt er von Hitler das goldene Ehrenabzeichen der NSDAP verliehen.
1939 wurde Prinz zu Schaumburg-Lippe angeblich von prodeutschen Isländern die Königskrone angetragen. Nachdem er das Ersuchen an Goebbels weitergeleitet habe, sei die Thronkandidatur schließlich an Reichsaußenminister Joachim von Ribbentrop gescheitert.
Ab 1943 diente er im Zweiten Weltkrieg als Panzergrenadier. Im gleichen Jahr erreichte er in der SA den Rang eines SA-Standartenführers.
Nach Kriegsende war Prinz zu Schaumburg-Lippe von 1945 bis 1948 interniert. In der Sowjetischen Besatzungszone wurden seine Schriften Gegen eine Welt von Vorurteilen (1937) und Fahnen gegen Fetzen (1938) sowie die von ihm herausgegebenen Werke Wo war der Adel? (1934) und Deutsche Sozialisten am Werk. Ein sozialistisches Bekenntnis deutscher Männer (1935) als die NS-Diktatur verherrlichend auf die Liste der auszusondernden Literatur gesetzt. Obgleich Prinz zu Schaumburg-Lippe im Verdacht stand, in seiner Zeit im Propagandaministerium als Zuträger von Goebbels andere Beamte denunziert zu haben, wurde er bei der Entnazifizierung aufgrund Beweismangels am 12. September 1950 durch Beschluss der Hauptkammer München gemäß § 1 des Gesetzes zum Abschluss der politischen Befreiung vom 27. Juli 1950 lediglich als Belasteter der Gruppe IV („Mitläufer“) eingestuft, da er behauptete, aufgrund angeblichen Einsetzens für ein anderes Mitglied des Hochadels bei der Parteiführung in Ungnade gefallen zu sein.
Auch nach 1945 blieb Prinz zu Schaumburg-Lippe publizistisch tätig und veröffentlichte diverse Bücher, unter anderem in den rechtsextremen Verlagen Druffel und Arndt, in welchen er unter anderem von seinem Vertrauensverhältnis zu Goebbels und anderen NS-Größen berichtete. Schon 1951 warf ihm daher Die Zeit vor, dass der historische Wert seiner Erinnerungen gering sei, und er sich durch die Sensationsgier seiner Leser finanziell sanieren wolle. Er distanzierte sich niemals von der NS-Ideologie und verfocht diese bis an sein Lebensende.
Seine Schriften finden auch heute noch in von Neonazis geprägten Kreisen Verbreitung.

## Familie
Friedrich Christian Prinz zu Schaumburg-Lippe war dreimal verheiratet. Zunächst heiratete er am 25. September 1927 in Seeläsgen Alexandra Hedwig Johanna Bertha Marie Gräfin zu Castell-Rüdenhausen. Nach dem Tod seiner Ehefrau am 9. September 1961 in Linz an der Donau heiratete er im Folgejahr auf Schloss Glücksburg seine Cousine zweiten Grades, die 53-jährige Marie Luise Prinzessin zu Schleswig-Holstein-Sonderburg-Glücksburg, geschiedene Freifrau von Stengel, eine Tochter von Albert zu Schleswig-Holstein-Sonderburg-Glücksburg. Marie Luise starb am 29. Dezember 1969 in Wiesbaden. Am 6. März 1971 heiratete Prinz zu Schaumburg-Lippe in dritter Ehe die 57-jährige Hélène Mayr (1913–2006), die Tochter von Antonie Barth.
Der ersten Ehe entsprangen folgende Kinder:
- Marie Elisabeth (* 19. Dezember 1928 in Göttingen; † 4. Dezember 1945 in Nürnberg)
- Albrecht-Wolfgang (* 5. August 1934 in Berlin)

⚭ 1961–1962 Katharina Whitenack-Hurt (* 13. Dezember 1941)
⚭ 1964–1974 Heidemarie Gunther (* 31. August 1945)
⚭ 1983 Gertrude Friedhuber (* 5. November 1951)
- Christine (* 16. Oktober 1936 in Berlin; † 3. Dezember 2021)

⚭ 1958 Albrecht Freiherr von Süßkind-Schwendi (* 20. Februar 1937; † 16. März 2025)

## Vorfahren
|  |                                                      |  |  |  |  |  |  |  |  |  |  |  |  |
|  | Georg Wilhelm (Schaumburg-Lippe) (1784–1860)         |  |  |  |  |  |  |  |  |  |  |  |  |
|  |                                                      |  |  |  |  |  |  |  |  |  |  |  |  |
|  |                                                      |  |  |  |  |  |  |  |  |  |  |  |  |
|  | Adolf I. Georg (Schaumburg-Lippe) (1817–1893)        |  |  |  |  |  |  |  |  |  |  |  |  |
|  |                                                      |  |  |  |  |  |  |  |  |  |  |  |  |
|  |                                                      |  |  |  |  |  |  |  |  |  |  |  |  |
|  | Ida zu Waldeck-Pyrmont (1796–1869)                   |  |  |  |  |  |  |  |  |  |  |  |  |
|  |                                                      |  |  |  |  |  |  |  |  |  |  |  |  |
|  |                                                      |  |  |  |  |  |  |  |  |  |  |  |  |
|  | Georg (Schaumburg-Lippe) (1846–1911)                 |  |  |  |  |  |  |  |  |  |  |  |  |
|  |                                                      |  |  |  |  |  |  |  |  |  |  |  |  |
|  |                                                      |  |  |  |  |  |  |  |  |  |  |  |  |
|  | Georg II. (Waldeck-Pyrmont) (1789–1845)              |  |  |  |  |  |  |  |  |  |  |  |  |
|  |                                                      |  |  |  |  |  |  |  |  |  |  |  |  |
|  |                                                      |  |  |  |  |  |  |  |  |  |  |  |  |
|  | Hermine zu Waldeck-Pyrmont (1827–1910)               |  |  |  |  |  |  |  |  |  |  |  |  |
|  |                                                      |  |  |  |  |  |  |  |  |  |  |  |  |
|  |                                                      |  |  |  |  |  |  |  |  |  |  |  |  |
|  | Emma von Anhalt-Bernburg-Schaumburg-Hoym (1802–1858) |  |  |  |  |  |  |  |  |  |  |  |  |
|  |                                                      |  |  |  |  |  |  |  |  |  |  |  |  |
|  |                                                      |  |  |  |  |  |  |  |  |  |  |  |  |
|  | Friedrich Christian zu Schaumburg-Lippe              |  |  |  |  |  |  |  |  |  |  |  |  |
|  |                                                      |  |  |  |  |  |  |  |  |  |  |  |  |
|  |                                                      |  |  |  |  |  |  |  |  |  |  |  |  |
|  | Georg (Sachsen-Altenburg) (1796–1853)                |  |  |  |  |  |  |  |  |  |  |  |  |
|  |                                                      |  |  |  |  |  |  |  |  |  |  |  |  |
|  |                                                      |  |  |  |  |  |  |  |  |  |  |  |  |
|  | Moritz von Sachsen-Altenburg (1829–1907)             |  |  |  |  |  |  |  |  |  |  |  |  |
|  |                                                      |  |  |  |  |  |  |  |  |  |  |  |  |
|  |                                                      |  |  |  |  |  |  |  |  |  |  |  |  |
|  | Marie zu Mecklenburg (1803–1862)                     |  |  |  |  |  |  |  |  |  |  |  |  |
|  |                                                      |  |  |  |  |  |  |  |  |  |  |  |  |
|  |                                                      |  |  |  |  |  |  |  |  |  |  |  |  |
|  | Marie Anna von Sachsen-Altenburg (1864–1918)         |  |  |  |  |  |  |  |  |  |  |  |  |
|  |                                                      |  |  |  |  |  |  |  |  |  |  |  |  |
|  |                                                      |  |  |  |  |  |  |  |  |  |  |  |  |
|  | Bernhard II. (Sachsen-Meiningen) (1800–1882)         |  |  |  |  |  |  |  |  |  |  |  |  |
|  |                                                      |  |  |  |  |  |  |  |  |  |  |  |  |
|  |                                                      |  |  |  |  |  |  |  |  |  |  |  |  |
|  | Auguste von Sachsen-Meiningen (1843–1919)            |  |  |  |  |  |  |  |  |  |  |  |  |
|  |                                                      |  |  |  |  |  |  |  |  |  |  |  |  |
|  |                                                      |  |  |  |  |  |  |  |  |  |  |  |  |
|  | Marie von Hessen-Kassel (1804–1888)                  |  |  |  |  |  |  |  |  |  |  |  |  |
|  |                                                      |  |  |  |  |  |  |  |  |  |  |  |  |
|  |                                                      |  |  |  |  |  |  |  |  |  |  |  |  |

## Werke
- Wo war der Adel? Zentralverlag, Berlin 1934 Digitalisat
- Deutsche Sozialisten am Werk. Ein sozialistisches Bekenntnis deutscher Männer, Zentral, Berlin 1935, 2. Aufl. 1936
- Gegen eine Welt von Vorurteilen, Reihe: Hirts deutsche Sammlung 1937
- Fahnen gegen Fetzen, Riegler, Berlin 1938, 2. Aufl. 1938
- Zwischen Krone und Kerker, Limes, Wiesbaden 1952
- Souveräne Menschen. Kleine Lebensregeln, grossgeschrieben, Druffel, Leonie am Starnberger See 1955, 1962
- „Dr. G.“. Ein Porträt des Propagandaministers, Limes, Wiesbaden 1964; Lizenz für Arndt Kiel 1990, ISBN 3-88741-140-4
- Verdammte Pflicht und Schuldigkeit. Weg und Erlebnis 1914–1933. Druffel, Leonie 1966
- Damals fing das Neue an. Erlebnisse und Gedanken eines Gefangenen 1945–1948.  Pfeiffer, Hannover 1969
- Sonne im Nebel. Aus eigenen Erlebnissen geschildert, als Beweis gegen den Zufall und für die Ordnung allen Seins, H. F. Kathagen, Witten 1970
- „Als die goldne Abendsonne …“. Aus meinen Tagebüchern der Jahre 1933–1937. Limes, Wiesbaden 1971
- König von Island? Refo Verlag, Bommerholz. 1973
- War Hitler ein Diktator? Naturpolitischer Verlag Witten, 1976
- Ich stehe und falle mit meinem deutschen Volke. Das ist mein Sozialismus!, ca. 1985

### Genealogie
- Gothaisches Genealogisches Taschenbuch der Fürstlichen Hauser 1942 (Hofkalender), Jg. 179, Justus Perthes, Gotha 1941, S. 109 ff. (Digitalisat)
- Hans Friedrich von Ehrenkrook: Genealogisches Handbuch der Fürstlichen Häuser, Band I, Band 1 der Gesamtreihe GHdA, C. A. Starke Verlag, Glücksburg/Ostsee 1951, S. 159 ff. ISSN 0435-2408.
- Philipp T. Haase: Friedrich Christian Prinz zu Schaumburg Lippe und sein Lebenslauf in der Theodore-Abel-Collection – Ein Aufschneider im Propagandaministerium, online: Beamte nationalsozialistischer Reichsministerien, 19. März 2018.